# Гаглоев, Александр Сергеевич
Александр Сергеевич Гаглоев (род. 13 декабря 1990, Цхинвали, Южная Осетия, Грузинская ССР) — российский футболист, атакующий полузащитник клуба «СКА-Хабаровск».

## Карьера
Начинал профессиональную карьеру в «Алании», за которую дебютировал в первом дивизионе в сезоне 2007, сыграв в дебютный сезон 4 матча. По итогам сезона 2009 «Алания» добилась выхода в Премьер-лигу, но в высшей лиге Гаглоев не сыграл и в начале сезона 2010 был отдан в аренду в нижнекамский «Нефтехимик». Сезон 2011/12 также провёл в аренде в клубе ФНЛ «Газовик» Оренбург. После окончания аренды, покинул «Аланию» и перешёл в клуб ПФЛ «Биолог-Новокубанск», где провёл полгода. Затем подписал контракт с клубом «Сахалин». В его составе в сезоне 2013/14 стал лучшим бомбардиром зоны «Восток», забив 11 голов, а также вместе с командой стал победителем зоны и вышел в первый дивизион. По итогам следующего сезона «Сахалин» занял 16-е место в ФНЛ и вылетел обратно в ПФЛ, где в сезоне 2015/16 Гаглоев вновь стал лучшим бомбардиром зоны «Восток», забив по 12 голов с нападающим барнаульского «Динамо» Владиславом Аксютенко. Сезон 2016/17 провёл в «Нефтехимике», но спустя сезон вернулся в «Сахалин», где в третий раз за карьеру стал лучшим бомбардиром зоны «Восток», забив на этот раз 13 голов, и в составе клуба снова стал победителем данной зоны, однако лицензию ФНЛ «Сахалин» не оформлял и продолжил выступать в ПФЛ. По итогам сезона 2018/19 «Сахалин» вновь занял первое место в зоне «Восток», но 21 июня палата по разрешению споров РФС сняла с «Сахалина» три очка, в результате чего клуб лишился титула. В 2019 году перешёл в «КАМАЗ». В его составе выиграл 4-ю группу ПФЛ в сезоне 2020/21. В декабре 2021 года клуб из Набережных Челнов и «СКА-Хабаровск» согласовали трансфер Гаглоева, который подписал контракт с хабаровским клубом. После окончания сезона 2021/22 действие контракта было завершено, хотя клубом сначала сообщалось о его «автоматическом продлении», и 3 июля 2022 года Гаглоев вернулся в «КАМАЗ». 27 апреля 2024 года, за несколько туров до конца сезона в Первой лиге, контракт между игроком и клубом был расторгнут с официальной формулировкой «по обоюдному согласию сторон». За время выступлений за «КАМАЗ» получил от болельщиков прозвище Челнинский Бекхэм.
В июле 2024 года снова стал игроком «СКА-Хабаровск».

## Достижения

### Командные
«Сахалин»
- Победитель первенства ПФЛ (зона «Восток»): 2013/14, 2017/18

КАМАЗ
- Победитель первенства ПФЛ (группа 4): 2020/21

### Личные
- Лучший бомбардир зоны ПФЛ «Восток» (3): 2013/14 (11 голов), 2015/16 (12 голов), 2017/18 (13 голов)
- Лучший пенальтист десятилетия среди игроков российских лиг: 2020 (26 голов)[10][11]